# Александрувка (Люблинское воеводство)
Александрувка (пол. Aleksandrówka) — деревня в Бяльском повете Люблинского воеводства Польши. Входит в состав гмины Дрелюв. По данным переписи 2011 года, в деревне проживало 87 человек.

## География
Деревня расположена на востоке Польши, к северу от реки Бялки, на расстоянии приблизительно 35 километров к юго-западу от города Бяла-Подляска, административного центра повета. К западу от населённого пункта проходит национальная автодорога 19.

## История
Согласно «Справочной книжке Седлецкой губернии на 1875 год» деревня входила в состав гмины Шустка Радинского уезда Седлецкой губернии. В период с 1975 по 1998 годы входила в состав Бяльскоподляского воеводства.

## Население
Демографическая структура по состоянию на 31 марта 2011 года:
|         | Всего | До трудоспособного возраста | Трудоспособного возраста | Старше трудоспособного возраста |
| ------- | ----- | --------------------------- | ------------------------ | ------------------------------- |
| Мужчины | 45    | 13                          | 27                       | 5                               |
| Женщины | 42    | 9                           | 26                       | 7                               |
| Всего   | 87    | 22                          | 53                       | 12                              |